# 斯廷森比奇 (加利福尼亞州)
斯廷森比奇（英語：Stinson Beach）是位於美國加利福尼亞州馬林縣的一個人口普查指定地區。

## 地理
斯廷森比奇的座標為37°54′02″N 122°38′40″W / 37.90056°N 122.64444°W，而該地最高點為海拔高度8米（即26英尺）。

## 人口
根據2010年美國人口普查的數據，斯廷森比奇的面積為3.779平方千米，當中陸地面積為3.731平方千米，而水域面積為0.048平方千米。當地共有人口632人，而人口密度為每平方千米167人。